# 赫尔曼·奥夫德海德
赫尔曼·奥夫德海德（德語：Hermann Auf der Heide，1911年6月1日—1984年10月17日），德国前男子曲棍球运动员。他曾代表德国国家队参加1936年夏季奥林匹克运动会曲棍球比赛，获得一枚银牌。